# Aygeshat (Echmiadzin)
Aygeshat (in armeno Այգեշատ?) è un comune dell'Armenia di 1 846 abitanti (2008) della provincia di Armavir.